# Losjnitsa
Losjnitsa (belarusiska: Лошніца) är en agropolis i Belarus. Den ligger i voblasten Minsks voblast, i den centrala delen av landet, 90 km nordost om huvudstaden Minsk. Losjnitsa ligger 176 meter över havet och antalet invånare är 6 524.

## Natur
Terrängen runt Losjnitsa är platt. Närmaste större samhälle är Barysaŭ, 17,8 km väster om Losjnitsa.